# Prebiotikum
A prebiotikum olyan természetes élelmiszerösszetevő, amelyre a gyomor-bélrendszer felső szakaszában található emésztőenzimek nem hatnak, és változatlan formában jutnak el a vastagbélig, ahol serkentik a kedvező hatású baktériumok, az úgynevezett probiotikumok szaporodását. A prebiotikumokat Marcel Roberfroid fedezte fel és nevezte el 1995-ben. Funkcionális élelmiszerek összetevőjeként a probiotikumokhoz hasonlóan átmenetet képeznek az élelmiszerek és a gyógyszerek között.
Az élelmiszerekben előforduló prebiotikumok közül a legfontosabb az inulin és a laktóz.  A megfelelő bélműködéshez elengedhetetlen a bélrendszer jótékony baktériumflórája. A prebiotikumok ennek a normál, egészséges bélflórának az egyensúlyát segítik helyreállítani, illetve fenntartani azáltal, hogy a normál flórát alkotó baktériumok, azaz a probiotikumokat táplálják. Fontos prebiotikum források: csicsóka, hagyma, banán, fokhagyma, bab, búza, borsó, articsóka, zabpehely, tej.
A vastagbél pH-ja megváltozik, amikor a vízben oldódó rostok bontása megkezdődik.
Ilyenkor, savas vegyhatású melléktermékek keletkeznek.
Ezek savas irányba tolják el a vastagbél pH-ját.
Tudvalevő, hogy a savas pH jobban kedvez a bélben található jó baktériumok szaporodásának.
Ezért, az egészséges táplálkozásnak elengedhetetlen része a megfelelő rost fogyasztás.

## Egészségre gyakorolt kedvező hatások
Egy 2014-ben megjelent szisztematikus áttekintő közlemény és meta-analízis eredményei arra utalnak, hogy a prebiotikumokkal történő étrendi kiegészítés csökkentheti az antibiotikus kezelést igénylő fertőzések gyakoriságát 0-24 hónapos életkorú csecsemőkben és kisdedekben.